# La Chapelle-lès-Luxeuil
La Chapelle-lès-Luxeuil é uma comuna francesa na região administrativa de Borgonha-Franco-Condado, no departamento de Alto Sona. Estende-se por uma área de 7,69 km². Em 2010 a comuna tinha 388 habitantes (densidade: 50,5 hab./km²).